# Almöbron
Almöbron var en bågbro över Askeröfjorden och del av Tjörnbronleden, mellan Tjörn och det svenska fastlandet. Den stod färdig 1960 och var med fria spännvidd på 278 meter då Sveriges längsta bågbro.
1980 rasade Almöbron, efter påsegling av fartyget Star Clipper. Vid olyckan dog åtta människor. 1981 invigdes brons ersättare, snedkabelbron Tjörnbron. 

## Historia
Almöbron tillverkades av den tyska firman Krupp och Skånska Cementgjuteriet, som en bågbro uppbyggd kring två parallella stålrörsbågar. Bron invigdes den 15 juni 1960 av landshövding Per Nyström, tillsammans med Stenungsöbron och Källösundsbron, och var då en del av den 9 km långa Tjörnbroleden mellan Sundsby på Tjörn och Stenungsund på fastlandet. Initiativtagare till bron var landsfiskal Erik Nordström.
Brons totallängd var 532 meter, med 290 meter huvudspann. Den segelfria höjden på 41 meter gällde – eftersom det var en bågbro – endast under en mycket begränsad sträcka av huvudspannet.

### Olyckan
Bron var byggd för att klara 12 000 fordon per dygn. Konstruktionen gjorde den mycket stadig från fordonstrycket men svag för påfrestningar i sidled. Detta visade sig vid kollisionen med bulkfartyget Star Clipper, då bron rasade.
Almöbron rasade klockan 01.30 den 18 januari 1980 då brospannet blev påkört av det liberiaregistrerade bulkfartyget Star Clipper. Haveriet orsakades av att isanhopningar i den trånga farleden påverkade fartygets manöverförmåga, och att en kran ombord på fartyget slog i brons stålrörsbågar. Åtta människor omkom i de sju fordon som körde över brokanten och ner i den djupa Askeröfjorden, innan vägen hann spärras av. Det rådde vid olyckstillfället både mörker och dimma.

### Efterspel
Haverikommissionen fastställde aldrig någon enskild orsak till olyckan, och man friade lots och kapten från ansvar. Det konstaterades att strömmar, issituation och den trånga farleden bidrog till navigeringssvårigheter för fartyg.
Redan året efter invigdes på samma plats den nuvarande Tjörnbron, den 9 november 1981, efter en rekordkort tid för projektering och byggande. Denna bro är en snedkabelbro med ett huvudspann på 366 meter (76 meter mer än för Almöbron) och en segelfri höjd på minst 43 meter. Genom brons utförande som snedkabelbro, med pyloner placerade på land är risken för påsegling av fartyg väsentligt reducerad.
Även den nya bron benämns ibland Almöbron, eftersom den är endast en av tre broar längs med Tjörnleden mellan ön och fastlandet.

## Galleri

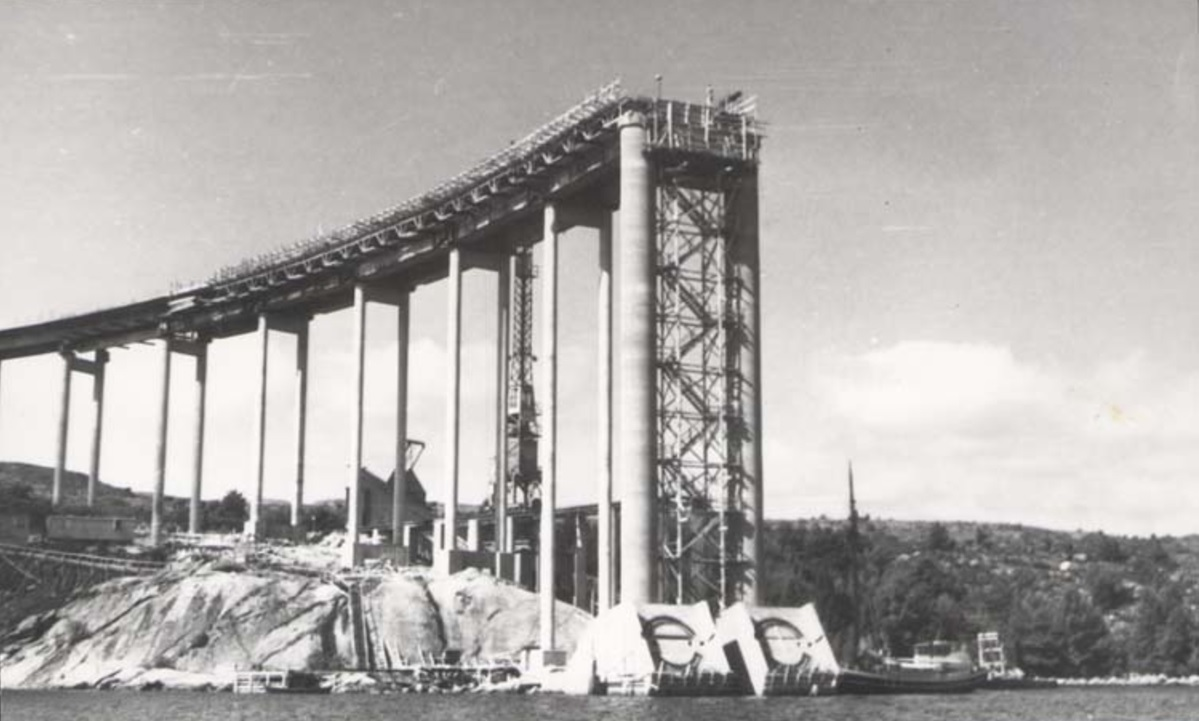
Bild från byggandet av Almöbron 1958.
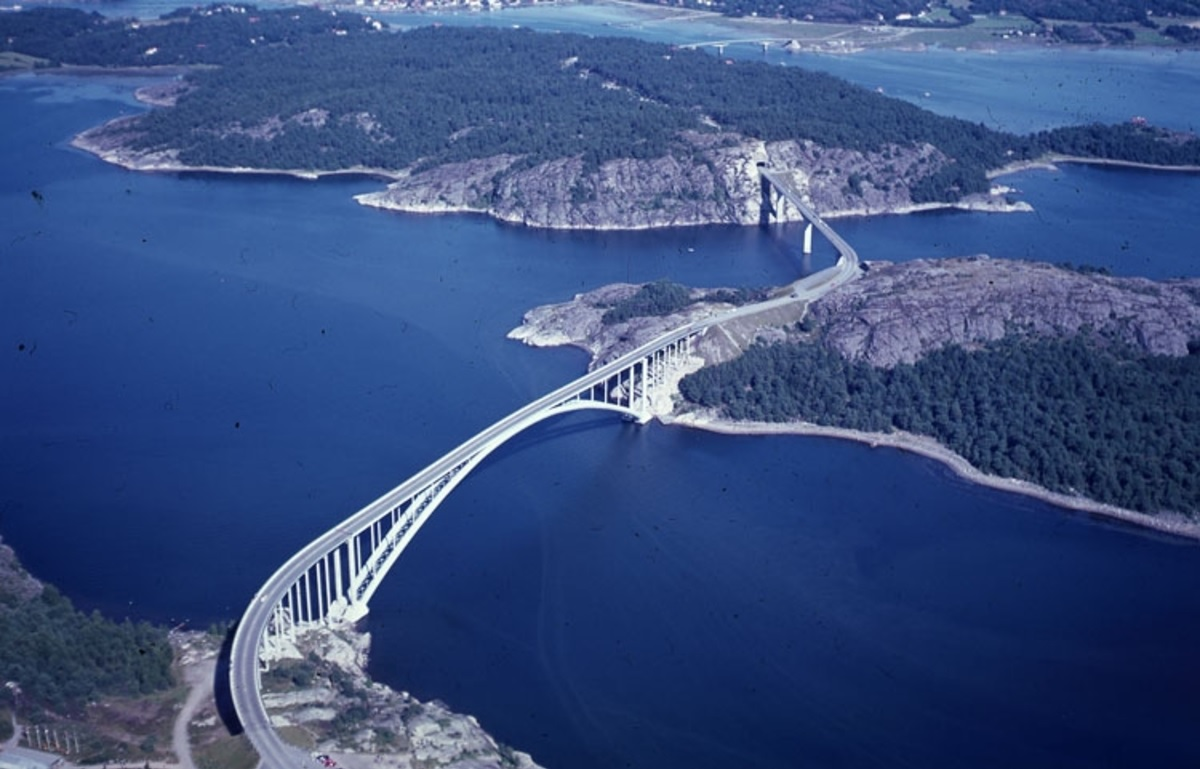
Flygfotografi över Almöbron från 1962.
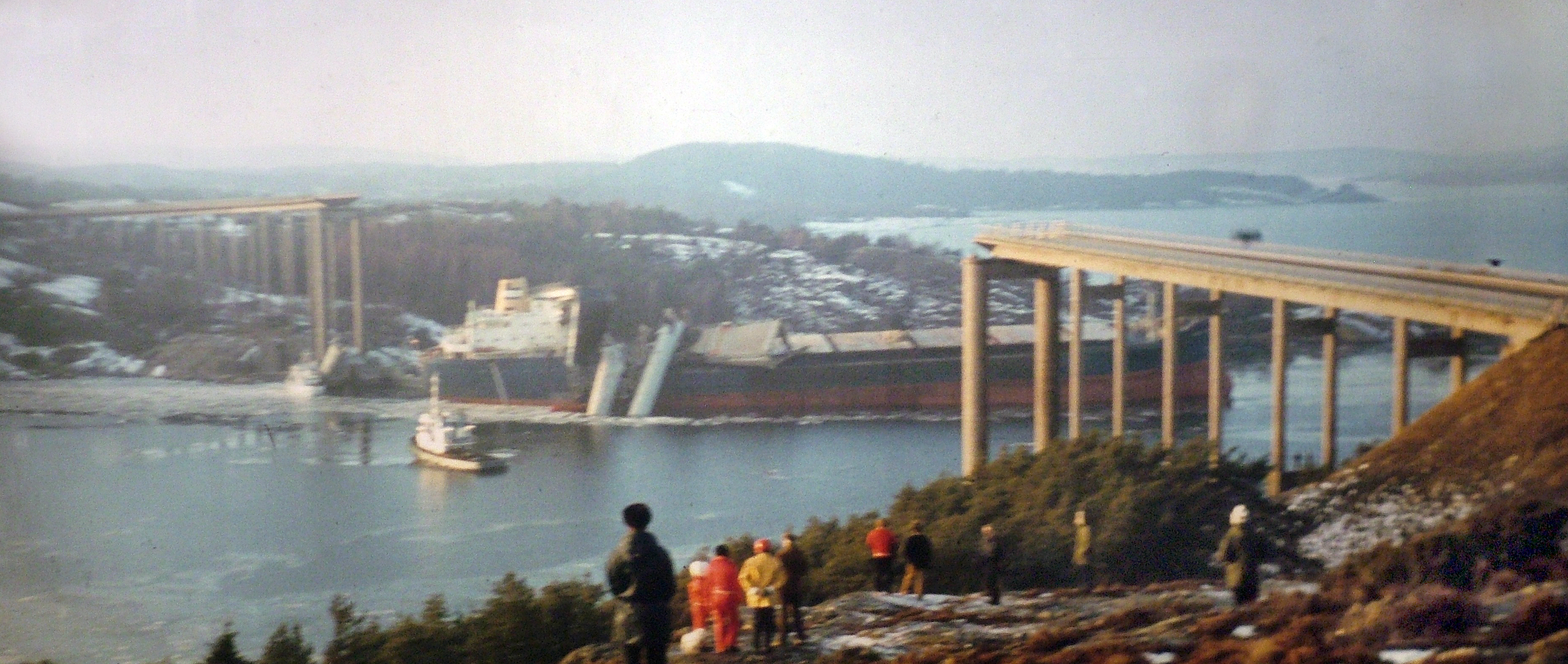
Bild från olyckan 1980. Här har Star Clipper kolliderat med bron, och bron rasat.